# イースト17

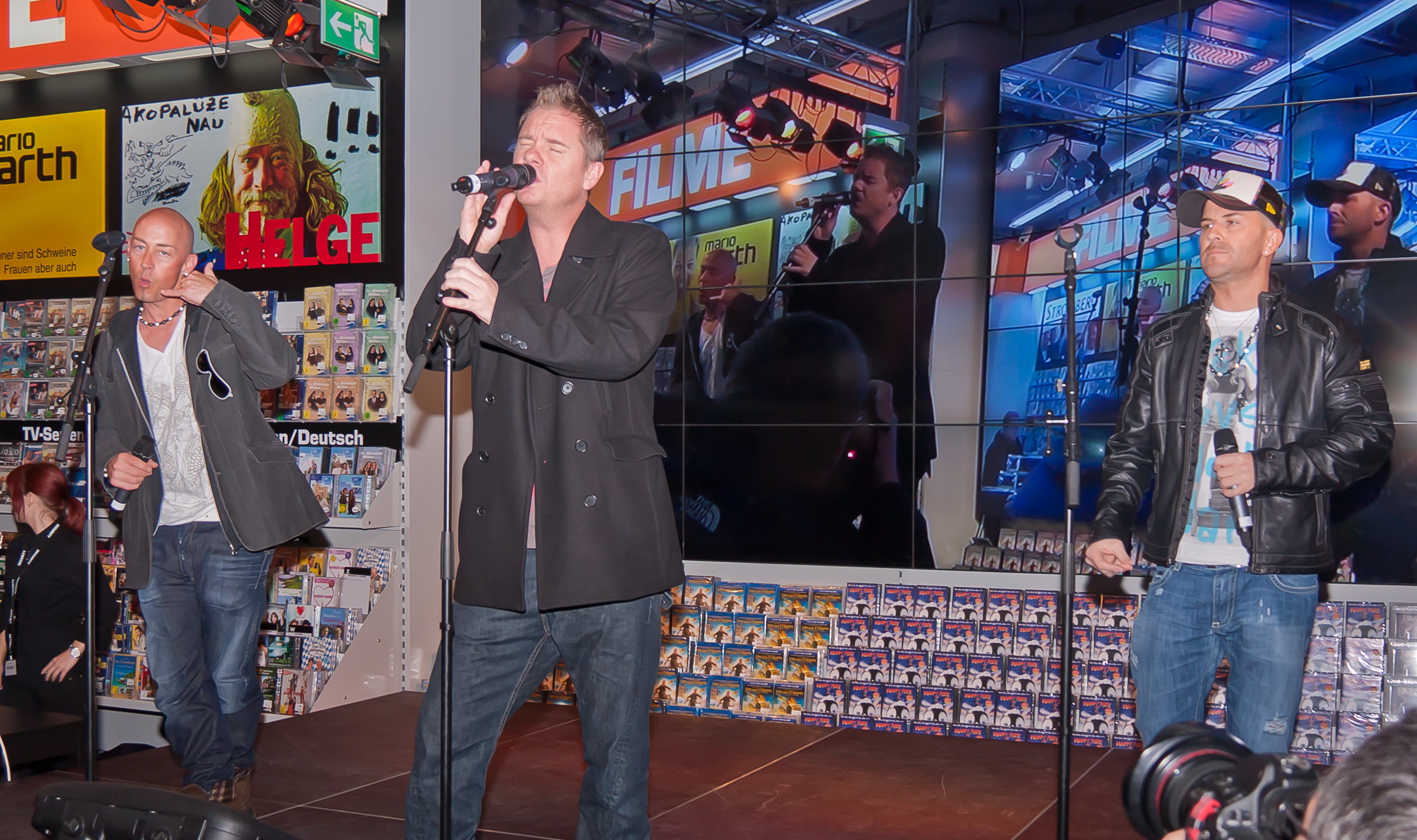
イースト17（2012年）

イースト17（イースト・セヴンティーン、East 17、一時期、E-17に改名）は、イギリス人男性歌手グループ。1991年に結成。
全英シングルチャート・トップ20の曲を18曲、トップ10のアルバムを4枚これまでにリリースしており、特に1990年代にテイク・ザット、5iveなどと共に活躍した。「ハウス・オブ・ラヴ」「Steam」「Let It Rain」など、ラップとポップ・ミュージックを組み合わせた曲で有名。

## 来歴
1991年にトニー・モルティマーが条件付きでロンドンレコードとレーベル契約を結ぶことから始まる。その条件というのは、グループを結成することであった。歌唱力、ダンス技術が共にあったブライアン・ハーヴェイを筆頭に、ジョン・ヘンディ、そしてテリー・コールドウェルがそのグループのメンバーに決まった。
主にモルティマーが作詞を担当することが多く、ほとんどの曲がラップで構成されている。そのため、ライバルであったテイク・ザットとは対照的なグループとみなされた。
1992年から1998年の間に12曲、全英シングルチャート・トップ10にランクインするシングルをリリースし、デビュー・アルバム『EAST17』(Walthamstow)は全英アルバムチャート1位を獲得した。このアルバムに収録されている「Let It Rain」は戦争、平和、平等さ、愛などを歌った政治がらみの曲で話題になった。1994年にリリースされた2枚目のアルバムである『スティーム』がリリースされたころ、彼らの名声は大きくなる。シングル「イッツ・オールライト」はMTVで紹介され、彼らの名声はモンゴリアまで届いた。アルバムはチャート3位を記録。
また、『スティーム』に収録されている「ステイ・アナザー・デイ」はシングルとしてリリースされ、彼らにとって最初で最後の全英チャート1位を記録した（5週間1位をキープし、1994年のクリスマスナンバー1ソングとなった）。1996年には「イフ・ユー・エヴァー」をリリースし、こちらは同チャート2位を記録した（イギリス人歌手、ガブリエルとのデュエットで話題になった）。
1996年のクリスマスには著名なアーティストが集まるライブ「The Gift Of Christmas」に出演し、バックストリート・ボーイズと初めての共演を果たした。
3枚目のアルバム『アップ・オール・ナイト』の制作ではモルティマーが作詞を担当することが以前に比べて減り、チャートも最高7位という結果に終わる。このころからモルティマーはグループとしての活動に消極的になっていた。
1997年にメンバーのハーヴェイが麻薬の一種であるエクスタシー12個を一晩で摂取したことを告白。インタビューでは「楽しかったし、エクスタシーは自分を良い人にする」と発言しグループのイメージを一瞬にして傷つけた。この後、モルティマーが他のメンバーとは別であるということを証明するため、グループから脱退した。
残ったメンバー3人は1998年にE-17とグループを改名しシングル「Each Time」をリリース。全英チャート2位を記録する。しかし、グループにとって作詞を担当していたモルティマーの穴は大きく、次のシングル「Betcha Can't Wait」、アルバム『リサレクション』の売り上げがまったく伸びず、1999年にE-17は解散する。

### 再結成
解散後、メンバーの中では唯一、ブライアン・ハーヴェイだけがソロ活動を行っていた。2001年12月11日にノッティンガムにあるナイトクラブの外で襲われ、緊急手術を受けた。頭部に負傷をおったものの、幸い命にかかわるほどの傷ではなかった。
2005年にハーヴェイ、コールドウェル、ヘンディの3人で、E-17としてモンゴリアで再結成ライブを一回のみ行った。
モルティマーは脱退後、二度にわたってイースト17のようなグループを結成しようと試みたが、どちらも失敗におわり、ソロ活動に専念する。2006年1月には彼のウェブ上でアルバムを発売した。
2006年2月4日にはイギリスの音楽番組『CD:UK』に出演し、イースト17が4人で再結成するかもしれないと発言し、同月の半ばにそれが実現した。ロンドンで再結成ライブを5月30日に行い成功させた。
この一度限りのライブの後、ヘンディの本業柄、グループとしての活動を続けることが難しくなり、そしてまたしてもハーヴェイとモルティマーの不仲説が浮き上がりイースト17はまたしても解散するのではないかと幾度となく報道された。
そんな中、同年9月24日にはスコットランドの大学でモルティマー抜きでライブを行った。
2007年5月29日にチャンネル4にて彼らのドキュメンタリー番組『East 17: The Reunion』が放送され、同番組内で3人は2008年の夏にシングル「Fuck That」のリリースを予定していることが発表された。

### 現在
ハーヴェイはソロ活動に専念するためグループを離れ、モルティマーが入れ替わる形で戻り、2012年にスタジオ・アルバム『Dark Light』をリリースした。しかしモルティマーは再び脱退。ボーカリストに、アートフル・ドジャーなどとの活動歴があるロビー・クレイグを迎えた。

## メンバー
- テリー・コールドウェル（Terry Coldwell、1974年7月21日 - ）

オリジナル・メンバー。在籍期間：1991年 - 1997年、1998年 - 1999年、2006年 - 2013年、2014年 -
- ロビー・クレイグ（Robbie Craig）

在籍期間：2014年 -
- ジョー・リヴァーモア（Joe Livermore）

在籍期間：2019年 -

### 旧メンバー
- ジョン・ヘンディ（John Hendy、1971年3月26日 - ）

オリジナル・メンバー。在籍期間：1991年 - 1997年、1998年 - 1999年、2006年 - 2013年、2014年 - 2018年
- ブライアン・ハーヴェイ（Brian Harvey、1974年8月8日 - ）

オリジナル・メンバー。在籍期間：1991年 - 1997年、1998年 - 1999年、2006年 - 2010年
- トニー・モルティマー（Tony Mortimer、1970年10月21日 - ）

オリジナル・メンバー。在籍期間：1991年 - 1997年、2006年、2010年 - 2013年
- ブレア・ドリーラン（Blair Dreelan）

在籍期間：2011年

## ディスコグラフィ

### スタジオ・アルバム
- 『EAST17』 - Walthamstow (1992年) ※全英1位
- 『スティーム』 - Steam (1994年) ※全英3位
- 『アップ・オール・ナイト』 - Up All Night (1995年) ※全英7位
- 『リサレクション』 - Resurrection (1998年) ※全英43位
- Dark Light (2012年)
- 24/7 (2021年)

### コンピレーション・アルバム
- 『グレイテスト・ヒッツ〜アラウンド・ザ・ワールド (ジャーニー・ソー・ファー)』 - Around The World Hit Singles: The Journey So Far (1996年) ※全英3位
- The Very Best of East Seventeen (2005年) ※全英34位
- East 17: The Platinum Collection (2006年)
- Stay Another Day: The Very Best of East 17 (2010年)

### シングル
- 「ハウス・オブ・ラヴ」 - "House of Love" (1992年)
- "Gold" (1992年)
- 「ディープ」 - "Deep" (1993年)
- "Slow It Down" (1993年)
- 「ウエスト・エンド・ガールズ」 - "West End Girls" (1993年)
- 「イッツ・オールライト」 - "It's Alright" (1993年)
- 「アラウンド・ザ・ワールド」 - "Around the World" (1994年)
- "Steam" (1994年)
- 「ステイ・アナザー・デイ」 - "Stay Another Day" (1994年)
- "Let It Rain" (1995年)
- 「ホールド・マイ・ボディ・タイト」 - "Hold My Body Tight" (1995年)
- 「サンダー」 - "Thunder" (1995年)
- 「ドゥ・ユー・スティル」 - "Do U Still?" (1996年)
- "Someone to Love" (1996年)
- 「イフ・ユー・エヴァー」 - "If You Ever" (1996年) ※フィーチャリング・ガブリエル
- "Hey Child" (1997年)
- "Each Time" (1998年)
- "Betcha Can't Wait" (1999年)
- "Secret of My Life" (2011年)
- "I Can't Get You Off My Mind (Crazy)" (2012年)
- "Friday Night" (2012年)
- "Counting Clouds" (2012年)
- "Strip" (2020年)
- "Crying" (2021年)